# Rouaïsset en Nâtoûr
Rouaïsset en Nâtoûr är ett berg i Libanon. Det ligger i den centrala delen av landet, 30 kilometer öster om huvudstaden Beirut. Toppen på Rouaïsset en Nâtoûr är 1 798 meter över havet, eller 79 meter över den omgivande terrängen. Bredden vid basen är 1,4 km.
Terrängen runt Rouaïsset en Nâtoûr är kuperad åt sydväst, men åt nordost är den bergig. Runt Rouaïsset en Nâtoûr är det tätbefolkat, med 383 invånare per kvadratkilometer.. Närmaste större samhälle är Zahle, 7,2 kilometer öster om Rouaïsset en Nâtoûr. 
Omgivningarna runt Rouaïsset en Nâtoûr är i huvudsak ett öppet busklandskap.